# Нумидио-Куадрато (станция метро)
Нумидио-Куадрато (итал. Numidio Quadrato) — подземная станция линии А римского метрополитена.
Станция располагается на пересечении улиц Тусколана (итал. Tuscolano) и Скрибонио Курьоне (итал. Scribonio Curione).

## История
Станция Нумидио-Куадрато была построена в рамках первого этапа строительства линии А (от Ананьина до Оттавиано) римского метрополитена. Была введена в эксплуатацию 16 февраля 1980 года.

## Окрестности и достопримечательности
Вблизи станции расположены:
- Виа Тусколана;
- Виале деи Консоли.

## Наземный транспорт
Рядом со станцией метро находится автобусная остановка компании «ATAC», обслуживающей большую часть транспортной сети общего пользования Рима. Автобусы: 557, 558, 590.